# Military operations other than war
MOOTW är en förkortning för engelska military operations other than war och innebär användning av militära styrkor för annat krig. Ofta används endast "OOTW" som benämning.
Enligt Joint Doctrine for Military Operations Other Than War Joint Pub 3-07 kan MOOTW delas in i följande kategorier:
- Narkotikabekämpning
- Antiterroristoperationer
- Vapenkontroll
- Fredsbevarande insatser
- Gränsbevakning
- Stöd till civila myndigheter
- Humanitära insatser
- Evakuering
- Skydd av sjöfart
- Räddningstjänst
- Styrkedemonstrationer
- Gerillabekämpning
- Upprätthållande av handelsblockad

Den typ av insatser som utförs av svenska förband utomlands kan karaktäriseras som MOOTW.